# You Got Me Rocking
"You Got Me Rocking" er en sang fra det engelske rock ‘n’ roll band The Rolling Stones, og stammer fra deres 1994 album Voodoo Lounge.
Krediteret til Mick Jagger og Keith Richards er “You Got Me Rocking” et rock nummer, der i første omgang var tiltænkt som et blues nummer. 
Teksten kan fortolkes som et svar til The Rolling Stones kritikere, der ofte hånligt havde fastslået bandets høje alder. 
Indspilningerne til “You Got Me Rocking” varede fra midten af sommeren 1993, til tidligt vinter samme år, når finjusteringer blev foretaget. Til indspilningerne var: Jagger der sang og spillede maraca, mens Richards spillede elektrisk guitar. Slide elektrisk guitar blev spillet af Ron Wood, mens trommerne blev spillede af Charlie Watts. Bass og klaver blev spillet af henholdsvis Darryl Jones og Chuck Leavell. Koret bestod af Mick Jagger, Keith Richards, Bernard Fowler og Ivan Neville 
Sangen blev udgivet (kun i England) i september, hvor den fik en 23. plads. B-siden er den ikke så kendte sang "Jump On Top of Me".
Sangen er næsten altid med til The Stones live shows, og blev brugt meget på deres 2005 – 2006 tour A Bigger Bang. Live version blev optaget under deres 1997 –  1998 Bridges to Babylon Tour, og udgivet på 1999 live album No Security. Den kom også med på opsamlingsalbummet fra 2002 Forty Licks.

## Trackliste
- 7"

1. "You Got Me Rocking"
2. "Jump On Top Of Me"

- 12"

1. "You Got Me Rocking" (Perfecto Mix)
2. "You Got Me Rocking" (Sexy Disco Dub Mix)
3. "You Got Me Rocking" (Trance Mix)

- Kassette

1. "You Got Me Rocking"
2. "Jump On Top Of Me"

- CD

1. "You Got Me Rocking"
2. "Jump On Top Of Me"

- CD

1. "You Got Me Rocking"
2. "Jump On Top Of Me"
3. "You Got Me Rocking" (Perfecto Mix)
4. "You Got Me Rocking" (Sexy Disco Dub Mix)

- CD – digipak

1. "You Got Me Rocking"
2. "Jump On Top Of Me"
3. "You Got Me Rocking" (Perfecto Mix)
4. "You Got Me Rocking" (Sexy Disco Dub Mix)

### Fodnote
1. ↑  You Got Me Rocking